# Cyrtochloa fenixii
Cyrtochloa fenixii är en gräsart som först beskrevs av James Sykes Gamble, och fick sitt nu gällande namn av John Dransfield. Cyrtochloa fenixii ingår i släktet Cyrtochloa, och familjen gräs. Inga underarter finns listade i Catalogue of Life.